# Andi Bell

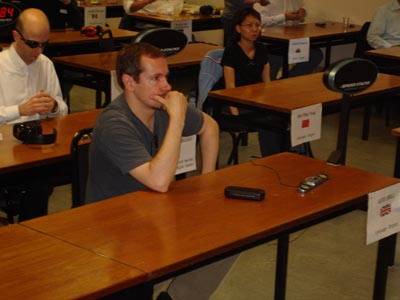
Andi Bell (2006)

Andi Bell (* 1972) ist ein englischer Gedächtnissport-Großmeister. Er wurde 1998, 2002 und 2003 Gedächtnisweltmeister.

## Technik
Für seine Gedächtnisrekorde verknüpft Bell festgelegte Bilder miteinander zu einer Geschichte. Er hat für die Ziffern von 0 bis 99 jeweils eine Person, eine Aktion und ein Objekt. Für die ersten zwei Stellen einer sechsstelligen Zahl nimmt er die repräsentative Person in seinem Kopf als Akteur. Die nächsten beiden Stellen bilden das Verb und die letzten beiden Stellen das Objekt.
Diese Mini-Geschichten legt er anschließend mit Hilfe der Loci-Methode auf mentalen Wegen in seinem Kopf durch Visualisierung ab.

## Rekorde
- Memorieren eines gut gemischten Kartenstapels mit 52 Blatt in 31,16 Sekunden
- Memorieren von 1197 Karten (23 Decks und eine Karte) in einer Stunde
- Memorieren von 50 fiktiven historischen Daten in fünf Minuten
- Memorieren von 396 Ziffern in fünf Minuten

## Sonstiges
Bell ist ein begeisterter Fußball- und Hockeyspieler und empfiehlt neben mentalem Training auch intensiv Fitnesstraining zu betreiben („Mens sana in corpore sano“).